# Henry FitzAlan (12e comte d'Arundel)
Henry FitzAlan (né le 23 avril 1512 et mort le 24 février 1580) 12e comte d’Arundel est un noble anglais.
Il est le fils unique de William Fitzalan (11e comte d'Arundel) et d'Anne Percy, fille de Henry Percy (4e comte de Northumberland). Il est le grand-père de Philip Howard (13e comte d'Arundel).
Il porte le prénom de son parrain, le roi Henri VIII qui le nomme lord-chambellan en 1546. Il occupe le poste jusque 1550, sous Édouard VI.

## Carrière à la cour d'Henri VIII
À 15 ans, Henry Fitzalan devient page à la cour du roi Henri VIII, et accompagne le roi à Calais en 1532. Lorsqu'il atteint sa majorité, en 1533, il est convoqué au Parlement en tant que Lord Maltravers, un titre subsidiaire de son père, qui est toujours en vie. Il assiste aux procès d'Anne Boleyn et de son amant présumé, Lord Rochford, en mai 1536.
En 1540, il est nommé député de Calais. Il y reste, améliorant les fortifications à ses propres frais, jusqu'à la mort de son père au début de 1544. Il retourne en Angleterre pour assumer le titre de comte, et il est fait chevalier de l'ordre de la Jarretière. La guerre avec la France le ramène bientôt sur le continent, où il passe une grande partie de l'année 1544. Il revient ensuite en Angleterre, où le roi le nomme lord-chambellan.

## Sous Édouard VI
Après la mort du roi Henri VIII en 1547, Henry FtizAlan devient lord-grand-connétable lors du couronnement d'Édouard VI. Il reste lord-chambellan et, selon les termes du testament d'Henri, il est également désigné comme l'un des 12 exécuteurs testamentaires adjoints.

## Sous MarieIre(Tudor)
Henry FitzAlan fait partie du Conseil d'État formé en 1555 par le roi consort Philippe II.

## Sous ÉlisabethIre
Henry FitzAlan fait partie du Conseil privé de la reine Élisabeth Ire, à l'instar de Nicholas Heath, Edward Stanley, 3e comte de Derby, ou encore Francis Talbot, 5e comte de Shrewsbury.

## Famille
Henry Fitzalan est marié pour la première fois à Katherine Grey, fille de Thomas Grey, 2e marquis de Dorset, et de Margaret Wotton. Avec elle, il a trois enfants :
- Jane FitzAlan (1537-1576/7), qui épouse John Lumley, 1er baron Lumley.
- Henry Fitzalan (1538-1556), appelé Lord Maltravers.
- Mary FitzAlan (1540-1557), qui épouse Thomas Howard, 4e duc de Norfolk, et dont le fils Philip hérite finalement du comté d'Arundel.

Il épouse ensuite Mary (en), fille de Sir John Arundell, issue d'une importante famille de Cornouailles, et veuve de Robert Radcliffe, 1er comte de Sussex. Ils n'ont pas d'enfants.